# Vernonia thomsoniana
Vernonia thomsoniana là một loài thực vật có hoa trong họ Cúc. Loài này được Oliver & Hiern ex Oliver miêu tả khoa học đầu tiên năm 1873.